# Corycaeus sutherlandii
Corycaeus sutherlandii is een eenoogkreeftjessoort uit de familie van de Corycaeidae. De wetenschappelijke naam van de soort is voor het eerst geldig gepubliceerd in 1856 door Lubbock.